# Dantsig Baldaev
Dantsig Baldaev (1925-2005) est un gardien de camp soviétique, qui a dessiné entre 1949 et 1989 l'enfer du Goulag.
Il est considéré comme un témoin majeur de cette période.

## Biographie
Il naît en 1925. Son père, Serguei Baldaev (ru), est un ethnologue et folkloriste bouriate qui est considéré comme particulièrement éminent dans son domaine. Il est interné de 1938 à 1940 comme fils d'un "ennemi du peuple" dans un orphelinat dirigé par le NKVD, où c'est un « statut peu enviable ». Inscrit à l'Institut des Beaux-Arts d'Irkoutsk, il doit mettre fin à ses études lorsqu'il est mobilisé en 1943 par l'armée rouge. De 1948 à 1981, il travaille dans le système carcéral soviétique. Il y grimpe les échelons et termine sa carrière en tant que responsable opérationnel en chef de la direction de l'instruction criminelle. Il constitue un dictionnaire d'argot des criminels (féni) puis dans la fin des années 1980 dessine des scènes de la vie des camps. Perquisitionné par le KGB à la suite d'une dénonciation pour « chauvinisme », il réussit cependant à cacher ses dessins sur la vie dans les camps. Les agents ne découvrent que son catalogue de tatouages dont la précision et l'intérêt font qu'il sera ensuite imprimé en centaines d'exemplaires par le ministère de l'intérieur pour être utilisé comme manuel opérationnel de la police soviétique. C'est entre 1989 et 1991 que Baldaev met ses dessins en ordre pour composer son album.
Baldaev était conscient qu'à cause de la nature extrêmement violente de certaines de ses représentations de ce qui a été une part de la société russe, il n'avait pas de chance d'être publié, même dans une période comme la Perestroïka. C'est sans doute pour cela qu'à la chute de l'Union soviétique, il envoie le manuscrit de son ouvrage à Roberte Hamayon, qui était une amie et collaboratrice de son père.
Les tatouages n'étaient pas seulement au centre de son œuvre mais aussi sur lui-même: il avait un monogramme sur l'avant-bras (« qu’il présente comme une trace de son passage par le foyer des enfants du KGB ») et un portrait de Lénine dans le dos.

## Postérité
Certains des dessins de Baldaev ont été affichés dans l'exposition Art du Goulag: Des deux côtés des barreaux (Iskusstvo GULAGa: Po obe storony tiuremnoi dveri), qui eut lieu à Saint-Pétersbourg en 1995.
Il a été l'inspiration principale du photographe russe Sergei Vasiliev, qui s'est spécialisé dans le portrait de prisonniers montrant leurs tatouages.